# Adelle Onyango
Adelle Onyango (5 de febrero de 1989) es una presentadora de radio, activista social y personalidad mediática keniana. Fue seleccionada como una de las 100 mujeres de la BBC de 2017 y una de las Top Women de OkayAfrica de 2018.

## Trayectoria
Onyango es de Kenia, pero cursó sus estudios secundarios en Botsuana. En 2008, fue violada por un desconocido en Westlands, Nairobi. Desde entonces, Onyango ha apoyado causas de apoyo a las víctimas de violaciones, como la fundación de la campaña No Means No (No significa no). Estudió periodismo y psicología en la United States International University Africa, donde se especializó en relaciones públicas. Siempre le ha interesado la poesía, pero sentía que no había suficiente espacio para ella y sus compañeros. En su último año de universidad puso en marcha una noche de micrófono abierto, en la que poetas y músicos compartían su trabajo. Cuando todavía estaba en la universidad, Onyango fue contratada por Then One FM, una emisora de radio keniana, para presentar su programa de radio. Perdió a su madre por un cáncer de mama en 2012, lo que motivó a Onyango a participar en campañas de concienciación y tratamiento.
Onyango trabajó como presentadora en la emisora de radio keniana Kiss FM Nairobi, donde presentó el programa de desayunos de los sábados durante siete años. En Kiss FM puso en marcha un programa nocturno de los sábados en el que ponía música africana. Durante su tiempo en esta emisora se convirtió en una influencer de las redes sociales, con sus seguidores llamándose #TeamAdelle. Dejó Kiss FM en 2019.
Intel anunció que Onyango fue una de sus embajadoras de She Will Connect en 2015. Como tal, ha formado a mujeres de África para que tengan más confianza en la red y utilicen Internet como herramienta de empoderamiento. Ha hablado en contra de los trolls en línea, diciendo: "...sé mejor o madura. Ocúpate de tus problemas personales en lugar de proyectarlos sobre nosotros". En 2016, Onyango creó un programa de tutoría llamado Sisterhood (Hermandad) que ofrece apoyo a las mujeres de África. A través de No Means No y Sisterhood, Onyango ayuda a las mujeres a acceder a terapias y casas seguras, además de ofrecer clases de confianza para las víctimas de violaciones. Ha trabajado para defender a las mujeres y a los jóvenes kenianos, y lanzó una nueva iniciativa, Unapologetically African, en 2018. Como parte de este esfuerzo, desarrolló un programa de experiencia laboral para estudiantes de secundaria.
Comenzó el podcast Legally Clueless en marzo del 2019. El pódcast es difundido por Trace 95.3 FM. El programa tiene un formato de audio y video. La Universidad de Ciencia y Tecnología de Meru acogió un episodio en directo del podcast en noviembre de 2019. Onyango lanzó su episodio número 100 de Legally Clueless en febrero de 2021. Fue uno de los podcasts más destacados en Spotify en agosto de 2021.
Es coautora, junto con Lanji Ouku, del libro Our Broken Silence (Nuestro silencio roto), que documenta las voces de sobrevivientes de violaciones, familiares, activistas y otros, publicado en marzo de 2022.

## Reconocimientos
Onyango fue seleccionada como una de las 100 mejores mujeres de la BBC en 2017. En 2018, fue seleccionada como una de las 100 mejores mujeres de OkayAfrica. Fue una de las dos kenianas incluidas en la lista de los 100 jóvenes africanos más influyentes de los África Youth Awards en 2019.